# Deutsche Afrikanische Partei
Die Deutsche Afrikanische Partei (DAP) war eine kleine deutsche Anti-Nationalsozialismus-Partei, die während der 1930er, bis in die 1950er im ehemaligen Südwestafrika – dem heutigen Namibia – bestand.
Die Deutsche Afrikanische Partei wurde am 8. Februar 1939 durch den Parteiführer Martin Maier aufgrund von politischen Spannungen innerhalb des rechtskonservativen Deutschen Südwest Bundes (DSWB) gegründet. 
Das Anti-Nationalsozialismus-Engagement wurde unter anderem durch sogenannte „Freiheitsbriefe“ unterstützt; die Partei stand dennoch – ähnlich der Volksdeutschen Gruppe – nur deutschstämmigen Bewohnern Südwestafrikas offen. 